# ليلكي (لون)
ليلكي هو لون يتدرج من البنفسجي الفاتح ويمثل اللون العام لمعظم  أزهار الليلك. يمكن وصفه أيضاً بأنه ُخبّازي داكن أو أرجواني فاتح. بعض ألوان زهور الليلك قد تكون مطابقة لتدرجات الألوان المبينة أدناه من تدرجات اللون الليلكي. وهناك زهور ليلك أخرى تملك اللون الأحمر البنفسجي.